# Yucateken (Maya's van Yucatán)
De Yucateken (Yucateeks Maya: Maaya'ob) zijn een Mayavolk woonachtig op het Mexicaanse schiereiland Yucatán. Er leven 1.475.575 Yucateken in Mexico en enkele duizenden in Belize.

## Naamgeving
De naamgeving van het volk kan aanzienlijke verwarring opleveren.
De Mexicaanse overheid noemt de bevolkingsgroep Maya en ook zijzelf noemen zich Maya, of Maaya'ob in hun eigen taal. Desalniettemin zijn zij slechts een van meerdere volkeren die normaliter 'Maya' worden genoemd. Dit kan vergeleken worden met de Turken die slechts een van de Turkse volkeren zijn of in het Engels de Germans die slechts een van de Germanic Peoples zijn.  
Aanvankelijk werd slechts de Yucateekse bevolkingsgroep Maya genoemd. Het gebruik om alle daaraan verwante volkeren Maya's te noemen stamt uit de 19e eeuw. 
In aardrijkskundige zin omvat de aanduiding "Yucateken" alle bewoners van Yucatán, ongeacht hun etnische afkomst. Ook de afstammelingen van de Spanjaarden vallen eronder en de bewoners van gemengde afstamming.

## Cultuur
De oorspronkelijke Yucateekse cultuur heeft tot op zekere hoogte stand weten te houden. De Maya-Yucateken tellen anderhalf miljoen leden, meer dan andere inheemse volken in Mexico met uitzondering van de Nahua die met nog een miljoen meer zijn. Ze zijn de talrijkste van de Mayavolkeren, waartoe ook de K'iche', Kaqchikel, Q'eqchi' en Mam behoren. Hun cultuur is een voortzetting van die van de Itza-Maya's uit de postklassieke periode ofwel van naaste verwanten daarvan. 
60 procent van de Yucateken beheerst het Yucateeks Maya. De meeste Yucateken belijden het rooms-katholicisme, waarin veel aspecten van de oude Mayareligie zijn opgenomen. Enkele tienduizenden hangen de cultus van het Sprekende Kruis aan, een merkwaardige mengvorm van christendom en inheemse tradities die aan het eind van de 19e eeuw aan de basis stond van de rebellerende Mayastaat Chan Santa Cruz in het oosten van het schiereiland (deelstaat Quintana Roo). Ten slotte zijn de laatste jaren veel Yucateken bekeerd tot het protestantisme, voornamelijk de evangelische varianten daarvan.